# 观鸟

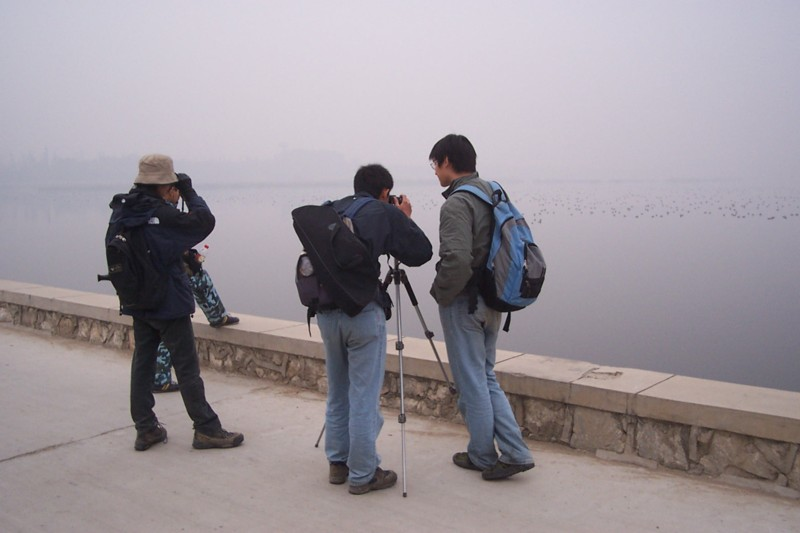
来自高校的北京观鸟者在进行水鸟调查

观鸟，又称作赏鸟，是指在自然环境中利用望远镜，鸟类图鉴等设备在不影响野生鸟类正常生活的前提下观察和观赏鸟类的一种娱乐活动。

## 观鸟的意义
鸟是目前存在于自然界中较容易为人类所接近的一类野生动物。鸟的形态丰富多彩，活泼好动，通过参与观鸟活动可以进一步亲近自然，放松身心，有助于树立参与者正确的环保观念；在观鸟过程中完成的观鸟记录还可以为鸟类学基础研究搜集必要数据；通过参与观鸟活动，可以在不影响自然环境的前提下为一些经济欠发达的鸟类栖息地提供一定的旅游收入。

## 观鸟的注意事项
因为观鸟是在野外进行的活动，首先要注意出行的安全，最好是有组织地结伴而行。应该选择舒适的衣着。
- 鳥類視覺敏銳，容易被驚嚇，在著裝上要避免顏色鮮亮衣帽。
- 保持安靜，不要喧嘩。
- 拍攝鳥類應採用自然光，盡量不使用閃光燈，尤其是對雛鳥以及夜間拍攝，以免驚嚇傷害它們。
- 賞鳥崇尚的是與鳥類接近，前提是盡量不要打擾鳥類，保護它們的生存環境，更要尊重鳥的生存權，不要採集鳥蛋、捕捉野鳥。
- 養成作記錄的習慣，對自己的觀察有所收集整理。
- 不可以為了吸引鳥類注意而利用電子產品播放鳥類鳴叫聲。
- 不可以為了拍攝方便而任意除去鳥巢周圍的遮蔽物。